# セルジョ・ベンヴェヌート

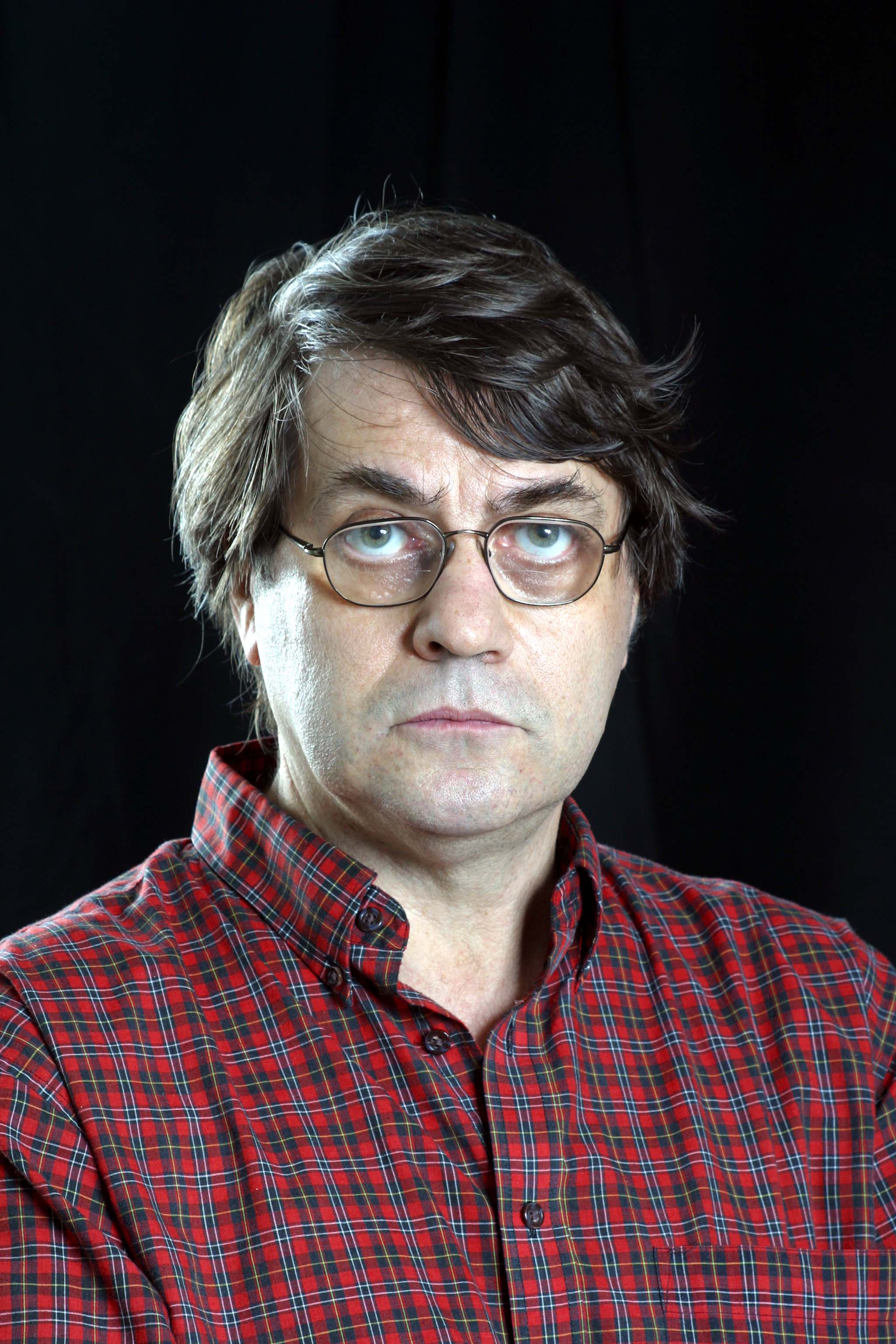
セルジョ・ベンヴェヌート

セルジョ・ベンヴェヌート（Sergio Benvenuto、1948年ナポリ - ）は、イタリアの精神分析学者、哲学者、著作家。彼はイタリア認知科学技術協会とローマの国立研究評議会の研究員である。